# Alexandre Sterling
Alexandre Sterling (* 13. Februar 1966 in Paris) ist ein französischer Schauspieler und Sänger.

## Karriere
Marcel Camus entdeckte Alexandre Sterling 1977 für eine Folge der Miniserie Ce diable d’homme: in der Episode Le scandale et le bâton spielte der Elfjährige Voltaire als Kind. Der junge Voltaire wurde von Denis Manuel und der alte Voltaire von Claude Dauphin gespielt. In Patrick Antoines Les deux berges spielte er seine erste größere Rolle neben Marina Vlady und Bernard Fresson als deren Sohn Laurent Dorval. Diese Rolle spielte er auch in der Fortsetzung Douze heures pour mourir. 1980 trat er in der Reihe Au théâtre ce soir im Stück La gueule du loup auf. Es folgte die Rolle des Richard in einer Folge der sechsteiligen Serie Aus dem Nest gefallen (Un ours pas comme les autres) von Nina Companeez. 
Bekannt wurde er als Nicolas neben Claude Giraud in der Serie Les fiancés de l’empire und vor allem in der Rolle des Mathieu in der französischen Teenager-Komödie La Boum von 1980:  Er spielte darin den Schwarm des Teenagers Vic (Sophie Marceau). Er war auch in der Fortsetzung La Boum 2 – Die Fete geht weiter (1982), in der sich Vic bereits in einen neuen Teenager (Pierre Cosso) verliebte, zu sehen. 
Alexandre Sterling wirkte im Anschluss in Marcel Jullians Teenager-Filmen L’été de nos quinze ans und Les parents ne sont pas simples cette année mit. In Philippe Arnals L’Enfant et les Magiciens spielte er den jungen Waisen Christian, der bei Verwandten (u. a. Magali  Noël) lebt, die zaubern können. 1983 spielte er in Bernard Toublanc-Michels La dernière cigarette neben Dany Carrel und Henri Garcin. 1983 folgte die Komödie Vous habitez chez vos parents ? mit Michel Galabru und Claire Maurier als François, der noch bei seinen Eltern und seiner Oma wohnt. Von seiner La Boum-Popularität zehrte noch der Teenagerfilm Der Märchenprinz, der 1984 erschien.
Sein erster Film jenseits der Teenie-Welle war Claude Mulots Sex-Thriller Le couteau sous la gorge (1986) mit den Erotikfilm-Darstellerinnen Florence Guérin und Brigitte Lahaie, in dem er als scheinbar harmloser netter Mann Nacktmodels umbringt.  Danach trat er erst wieder zehn Jahre später in einer Folge der französischen Fernsehserie François Kleber auf. Zudem nahm er zwischen 1984 und 1991 einige Lieder als Sänger auf.

## Filmografie (Auswahl)
- 1978: Les deux berges
- 1978: Aus dem Nest gefallen (Fernsehserie, 3. Folge Verrückte Vögel)
- 1980: Au théâtre ce soir: La gueule du loup
- 1980: La Boum – Die Fete (La boum)
- 1981: Kinder für das Vaterland (Allons z’enfants)
- 1981: Les fiancées de l’empire (Fernsehserie, 6 Folgen)
- 1982: La Boum 2 – Die Fete geht weiter (La boum 2)
- 1982:  L’Enfant et les Magiciens
- 1983: L’été de nos quinze ans
- 1984: Les parents ne sont pas simples cette année
- 1985: Der Märchenprinz (The Frog Prince)
- 1986: Le couteau sous la gorge
- 1995: François Kleber (Fernsehserie, eine Folge)

## Diskografie (Auswahl)
- 1984: Simplement un peu d’amour
- 1988: Oh, l’amour
- 1990: Bal à Buckingham
- 1991: J’ai peur de t’aimer